# Heinrich Rosskotten
Heinrich Rosskotten Dortmund, 29 de maio de 1886 – Düsseldorf,  5 de junho de 1972) foi um arquiteto alemão.

## Vida
Rosskotten estudou na Universidade Técnica de Munique com August Thiersch e na Universidade Técnica de Berlim com os professores Wolf, Felix Genzmer e Christoph Hehl.
Depois de concluir seus estudos, ele ingressou na Administração Prussiana do Prédio do Estado e em 1913 mudou para o Reichsdienst como arquiteto do governo. Durante a Primeira Guerra Mundial, ele foi responsável pela construção de aeronaves e hangares no Ministério da Guerra da Prússia. Em 1920, Roskotten foi nomeado para chefiar o Reichsbauverwaltung. Em cooperação com Peter Behrens e o German Bestelmeyer, ele construiu edifícios em vários países europeus em nome do Ministério Federal das Relações Exteriores.
A partir de 1921, Rosskotten gradualmente se tornou autônomo e se estabeleceu em Düsseldorf como parceiro de Fritz August Breuhaus, com quem manteve um escritório conjunto de arquitetura até 1927. O escritório planejou e realizou várias minas de carvão e assentamentos para a indústria de mineração Rheinisch-Westphalian. Finalmente, em 1923, ele renunciou ao serviço público como conselho de construção do governo. De 1928 a 1947, Roskotten e Karl Wach (que mais tarde se tornaram professores de arquitetura na Academia de Arte de Düsseldorf) lideraram um escritório de arquitetura produtivo e conjunto. Roskotten também trabalhou como professor na Escola de Artes Aplicadas de Praga. De 1947 a 1957, ele trabalhou sozinho, e de 1958 com o Prof. Edgar Tritthart (1909-1992) e o arquiteto Josef Clemens juntos com muito sucesso.
Além disso, após a Segunda Guerra Mundial, de 1948 a 1952, Rosskotten foi o primeiro presidente do grupo regional da BDA na Renânia do Norte-Vestfália e, portanto, membro do presídio da Federação de Arquitetos Alemães (BDA). Em 1953, RWTH Aachen concedeu-lhe um doutorado honorário.

## Edifícios e projetos

### 1921-1927 comFritz August Breuhaus
- 1923-1924: reforma da Bankhaus Hardy & Co. GmbH em Berlim, Markgrafenstrasse 36 / Taubenstrasse 19 (não preservada)
O banco Hardy & Co., fundado em 1880/1881, mudou-se para um edifício na Gendarmenmarkt construído por Heinrich Theising em 1906, cujo exterior foi apenas ligeiramente alterado durante a reforma. A casa foi seriamente danificada na Segunda Guerra Mundial, mas grandes partes poderiam ser reparadas. Depois de 1990, a parte preservada do prédio foi demolida e substituída pelo bloco margrave em 1994-1996.[2]
- 1923-1925: Administração e construção de banco da mineradora "Lorena" ou Westfalenbank AG em Bochum, Huestrasse 23
alterado após danos de guerra; Edifícios de extensão 1958/1959 pelos arquitetos Suter & Suter (Basel)[3]
- 1924–1926: Lar de idosos do Hospital de Lázaro e Casa de Diaconisas em Berlim-Gesundbrunnen, Bernauer Strasse 118 (com O. Rüger), sob proteção de monumento
- 1925: conversão da antiga Hotel Monopol zum Bürogebäude, Berlim, Friedrichstrasse 100

### 1928-1947 com Karl Wach

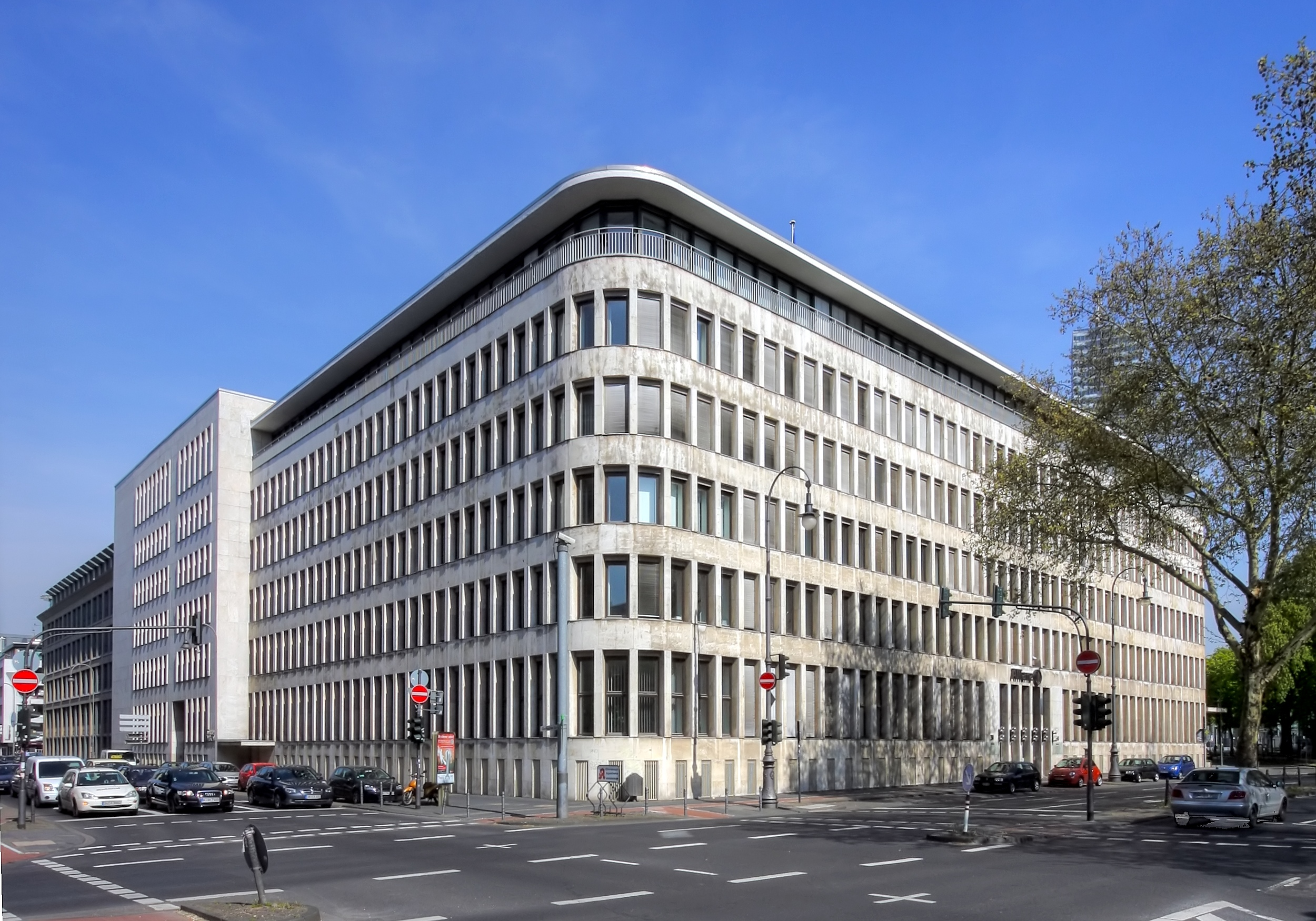
Allianz, Colônia

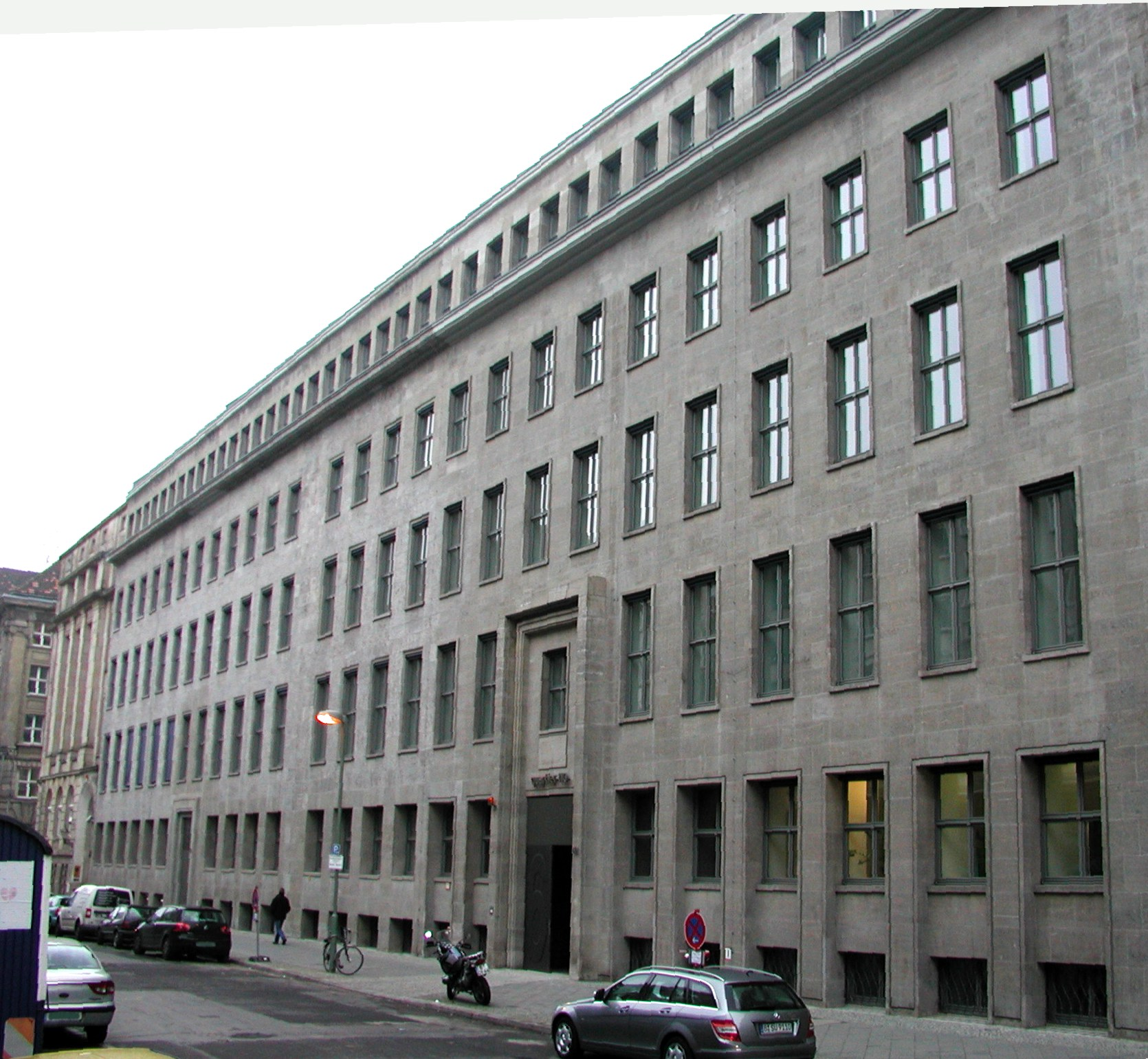
O antigo Allianz e o Stuttgarter Lebensversicherungsbank em Berlim, agora parte do Quartier 110 na Friedrichstrasse

- 1929: Silos de grãos de concreto armado do moinho de trigo Plange no porto de Düsseldorf, Weizenmühlenstraße
- 1929-1930: Salão Paroquial da Congregação Evangélica de Kreuzkirchen em Düsseldorf-Pempelfort, Collenbachstraße
- 1930-1931: Igreja Evangélica Matthäikirche, com reitoria e salão paroquial em Düsseldorf-Düsseltal, Lindemannstraße 70 (edifício listado)
- 1931-1933: Prédio da Allianz e Stuttgarter Verein Versicherungs-AG em Colônia, Kaiser-Wilhelm-Ring 31–41[4]
- 1937: Casa para o "Director Sch." em Düsseldorf
- 1937-1943: Construção do Allianz e Stuttgarter Lebensversicherungsbank AG em Berlim, Mohrenstrasse 53–61 (projetado por A. Boumann)[5]
- 1938–1940: prédio da Walzstahlhaus em Düsseldorf, Kasernenstrasse 36
- 1940-1941: Edifício da administração de Robert Zapp em Düsseldorf, Bleichstrasse (demolido em 2007)

bem como
- o. J.: Edifício do Deutsche Bank AG em Osnabrück (com Edgar Tritthart, L. Schiel)
- o. J.: Stadtsparkasse Düsseldorf
- o. J.: Hall de entrada do clube industrial de Düsseldorf

Rosskotten também construiu outros edifícios para o Ministério Federal das Relações Exteriores em Praga, Copenhague, Paris, Haia, Barcelona e Varsóvia, além de participar do concurso para a Escola Alemã de Barcelona. 